# Iriya no Sora, UFO no Natsu
Iriya no Sora, UFO no Natsu (яп. イリヤの空、UFOの夏 Ирия но сора, ю:фо: но нацу) — японский научно-фантастический роман, автором которого является Акияма Мидзухито. В 2005 году на студии Toei Animation была снята одноимённая OVA из шести эпизодов.

## Сюжет
История основывается на секретной войне, начавшейся в 1947 году, и персонажах так или иначе в неё вовлечённых. Главный герой, молодой старшеклассник по имени Наоюки Асаба, в последний день летних каникул тайком пробирается на территорию школьного бассейна для того, чтобы поплавать. Там он встречает странную девочку Кану Ирию, у неё непонятные металлические полушария на запястьях. Кана пришла в бассейн за тем же, зачем и Наоюки. Выясняется, что она не умеет плавать и Асаба сначала спасает её, а потом предлагает поучить. Во время урока появляется несколько человек ищущих Кану, и увозят её на расположенную рядом авиабазу, где она сейчас живёт.
На следующий день Кана неожиданно переводится в школу, в класс Наоюки. Постепенно они начинают друг другу нравиться, и он зовёт её вступить в школьный клуб журналистов, в котором состоит сам (на самом деле он делает это больше из-за того, что глава клуба очень его просит).

## Персонажи
Наоюки Асаба (яп. 浅羽 直之 Асаба Наоюки) — самый обыкновенный ученик второго класса средней школы, который большую часть свободного времени проводит с друзьями. Его семья заведует небольшой парикмахерской и, наверное, поэтому Наоюки так виртуозно владеет ножницами. Однако, кроме умения подстригать волосы, ничем другим похвастать не может — никаких особых талантов или хобби у него нет.
Сэйю: Дайсукэ Намикава
Кана Ирия (яп. 伊里野 加奈 Ирия Кана) — замкнутая и довольно необщительная девочка, которая страдает от постоянных провалов в памяти и частого кровотечения из носа. После инцидента с проникновением на территорию школьного бассейна её решают перевести в тот же класс, где учится Наоюки. И вот, начиная со второго полугодия, она становится его одноклассницей. Однако, из-за постоянных телефонных звонков и проблем со здоровьем, ей приходится часто отлучаться с занятий.
Сэйю: Ай Нонака
Акихо Судо (яп. 須藤 晶穂 Судо: Акихо) — одноклассница Наоюки, эмоциональное состояние которой очень сложно назвать умеренным или сбалансированным. Её неоправданный гнев и раздражительность влекут за собой крайне безрассудные действия и поступки. Готова устроить ссору даже из-за каких-то ничтожных мелочей и довести ситуацию до крупного скандала. Очень недолюбливает Кану, которой так много внимания уделяет Наоюки, в которого она влюблена.
Сэйю: Саэко Тиба
Кунихиро Суйдзэндзи (яп. 水前寺 邦博 Суйдзэндзи Кунихиро) — глава школьного клуба журналистики. Немного чудаковатый, эксцентричный, неиссякаемо энергичный, готовый в любое время дня и ночи к безрассудным поступкам. Проявляет неподдельный интерес к внутренним делам армии и старается собрать всю возможную информацию, так или иначе связанную с тем, что происходит за закрытыми дверями.
Сэйю: Хироси Камия
Эномото (яп. 榎本) — мужчина средних лет, который при первом знакомстве не представился полностью, а лишь уклончиво ответил, что является опекуном Ирии. Постоянно следит за состоянием её здоровья и психики. И тем не менее, несмотря на доброту и заботу, использует сложившуюся ситуацию в своих целях.
Сэйю: Кадзухико Иноуэ
Маюми Сиина (яп. 椎名 真由美 Сиина Маюми) — коллега Эномото, которой приходится исполнять роль школьной медсестры, чтобы держать Ирию под постоянным присмотром. Скрывает своё настоящее имя и факт того, что является тайным агентом.
Сэйю: Хоко Кувасима
Юко Асаба (яп. 浅羽 夕子 Асаба Ю:ко) — младшая сестра Наоюки.
Сэйю: Наоко Такано
Юдзи Ханамура (яп. 花村 祐二 Ханамура Ю:дзи) — одноклассник Наоюки и Акихо.
Сэйю: Хирофуми Танака
Тайдзо Кавагути (яп. 河口 泰蔵 Кавагути Тайдзо:) — классный руководитель.
Сэйю: Масая Такацука

## Список серий
| Список серий | Список серий                                                                              | Список серий         |
| № серии      | Название                                                                                  | Дата релиза в Японии |
| ------------ | ----------------------------------------------------------------------------------------- | -------------------- |
| 1            | Неожиданное знакомство « (яп. 第三種接近遭遇) Дайсансю сэккин со:гу:»                     | 25 февраля 2005 года |
| 2            | Любовное письмо « (яп. ラブレター) Рабу рэта:»                                            | 25 марта 2005 года   |
| 3            | 18 ч 47 мин 32 сек « (яп. 十八時四十七分三十二秒) Дзю:хатидзи ёндзю:нанафун сандзю:нибё:» | 29 апреля 2005 года  |
| 4            | Отвечай, Суйдзэндзи! « (яп. 水前寺、応答せよ) Суйдзэндзи о:то:сэ ё»                       | 3 июня 2005 года     |
| 5            | Последний путь « (яп. 最後の道) Сайго но мити»                                            | 24 июня 2005 года    |
| 6            | Небо Ирии, лето НЛО « (яп. イリヤの空、UFOの夏) Ирия но сора, ю:фо: но нацу»              | 29 июня 2005 года    |

## Саундтрек
Открывающая тема: «Forever Blue»
Текст: Юки Мацуура (яп. 松浦 有希 Мацуура Юки)
Аранжировка: Хироси Такаки (яп. 高木 洋  Такаки Хироси)
Вокал: Тихиро Имаи (яп. 今井 ちひろ Имаи Тихиро)
Закрывающая тема: «Himawari»  (яп. 「ひまわり」)
Текст: Минако Аояги (яп. 青柳 美奈子 Аояги Минако)
Аранжировка: Хироси Такаки
Вокал: Тихиро Имаи

## Авторский состав
| Авторский состав | Авторский состав | Авторский состав | Авторский состав | Авторский состав   |
| № серии          | Сценарий         | Раскадровка      | Режиссёр эпизода | Контролёр анимации |
| ---------------- | ---------------- | ---------------- | ---------------- | ------------------ |
| 1 серия          | Митико Ёкотэ     | Наоюки Ито       | Наоюки Ито       | Тадаси Сида        |
| 2 серия          | Митико Ёкотэ     | Наоюки Ито       | Юкихико Накао    | Маюми Фурусэ       |
| 3 серия          | Митико Ёкотэ     | Кэндзи Накамура  | Кэндзи Накамура  | Тадаси Сида        |
| 4 серия          | Митико Ёкотэ     | Наоюки Ито       | Наоюки Ито       | Томоясу Курасима   |
| 5 серия          | Митико Ёкотэ     | Синдзи Исихира   | Юу Нобута        | Ёсихиро Такэда     |
| 6 серия          | Митико Ёкотэ     | Наоюки Ито       | Наоюки Ито       | Тадаси Сида        |